# Apamea discors
Apamea discors là một loài bướm đêm trong họ Noctuidae.